# Musique chilienne
La musique chilienne est la musique produite au Chili ou ailleurs par des Chiliens à l'étranger, qui fait partie de leur culture. Cela inclut la musique des peuples indigènes qui ont habité le Chili. Le 4 octobre est déclaré « journée de la musique et des musiciens chiliens » (día de la música y de los músicos chilenos) en commémoration de la naissance de Violeta Parra.

## Musique indigène
Les fouilles archéologiques montrent qu'une grande variété d'instruments de musique existait déjà bien avant l'arrivée des Incas. Les études scientifiques des vestiges laissés par les cultures Nazca et Mochica révèlent l'existence de systèmes théoriques très évolués, y compris la présence d'intervalles inférieurs à un demi-ton, de chromatismes et de gammes de cinq, six, sept et huit sons équivalents à ceux de leurs contemporains d'Asie et d'Europe.
Le sociologue Carlos Keller souligne que, comme les Aztèques à l'égard des Mayas et les Romains à l'égard des Grecs, les Incas se sont emparés des coutumes et des traditions des peuples qu'ils ont conquis et les ont intégrées à leur propre culture. La musique inca reprend des éléments des cultures Chimú, Aymara et Nazca, entre autres. Il pense également que la culture inca a été la première en Amérique à développer un système formel d'éducation musicale.

## Musique populaire

### Musique électronique
En 1954, la visite du compositeur Pierre Boulez marque le début des expériences de Música concreta ou Acusmática, une première approche de la musique électronique. Juan Amenábar et José Vicente Asuar effectuent les premières répétitions dans les studios de Radio Chilena. En 1955, l'orchestre philharmonique du Chili est formé, qui deviendra plus tard l'Orchestre philharmonique municipal.
Le Taller Experimental del Sonido (Atelier expérimental du son) de l'Université catholique de Santiago voit le jour. C'est là que sont produites les premières œuvres de musique concrète du pays : nacimiento de León Schidlowsky ; Los Peces de Juan Amenabar et Dúo concreto de José Vicente Asuar.
En 1960, l'Asociación de Coros de Tarapacá est créée et des événements sont organisés pour encourager la participation des métallurgistes à la chorale. La même année, l'Instituto de Investigaciones Musicales publie la première Antología del folclore Musical Chileno (Anthologie du folklore musical chilien). Samuel Claro enregistrent Estudio N. 1, le deuxième disque de musique électronique du pays.